# Charmian Carr
Charmian Carr, pseudonimo di Charmian Anne Farnon (Chicago, 27 dicembre 1942 – Los Angeles, 17 settembre 2016), è stata un'attrice statunitense.

## Biografia
È nota soprattutto per aver interpretato Liesl Von Trapp nel film Tutti insieme appassionatamente (1965), a fianco di Julie Andrews e Christopher Plummer.
Nel 1967 sposò il dentista Jay Brent e si ritirò dal mondo dello spettacolo, diventando un'arredatrice. La coppia ebbe due figli e divorziò nel 1991. L'attrice è morta il 17 settembre 2016, all'età di 73 anni, a seguito di complicazioni dovute ad una rara forma di demenza senile.

## Filmografia

### Cinema
- Tutti insieme appassionatamente (The Sound of Music), regia di Robert Wise (1965)

### Televisione
- ABC Stage 67 – serie TV, episodio 1x09 (1966)